# جانيت المفتي
جانيت سعيد المفتي (1936 - 2017) سياسية أردنية من أصول شركسية وعضو سابق في مجلس الأعيان الأردني. 

## النشأة والتعليم
ولدت في عمان في الأردن، والدها هو سعيد المفتي الذي كان من طليعة مستقبلي الأمير عبد الله بن الحسين حين وصوله من الحجاز عام 1921. 
عملت كمدرسة لغة إنجليزية في مدرسة زين الشرف الثانوية/ مشرفة تربوية في مديرية التربية والتعليم لمحافظة العاصمة، وكرئيس قسم مناهج وكتب اللغة الإنجليزية في مديرية المناهج من عام 1955-1970 وكانت محاضرة في قسم اللغة الإنجليزية في الجامعة الأردنية من عام (1970-1974) ثم (1990-1991). وهي تحمل شهادة الماجستير في مناهج وأساليب تدريس من الجامعة الأردنية 1990.

## العمل السياسي
تعتبر جانيت المفتي من أوائل النساء الأردنيات اللواتي التحقن بالعمل السياسي في الأردن، فقد كانت عضوا في المجلس الوطني الإستشاري الثاني من عام 1980-1982 وهو المجلس الذي أنشأ كبديل عن مجلس النواب بسبب تعذر أجراء أنتخابات نيابية في ذلك الوقت. ترشحت للأنتخابات النيابية سنة 1989 و 1993 إلا أن الحظ لم يحالفها في الوصول إلى البرلمان. أصبحت عضوا في مجلس الأعيان الثاني والعشرين في 29 نوفيمبر 2007 الذي ضم ست سيدات . وفي 24 أوكتوبر 2013 أصدر العاهل الأردني قرارا بإعادة تشكيل مجلس الاعيان السادس والعشرين برئاسة عبد الرؤوف الروابدة وضم المجلس في عضويته جانيت المفتي، إلا أنها استقالت من المنصب بعد شهرين تقريبا لأسباب صحية.  